# Breithorn (Simplon)
Das Breithorn ist ein 3437 m ü. M. hoher Berg in der Schweiz im Kanton Wallis. Der Berg gehört zur Leone-Gruppe und bildet die östliche Flanke des Simplonpasses. 

## Erreichbarkeit
Das Breithorn kann zum Beispiel vom Simplonpass über die westliche Flanke des Berges in einer ca. dreistündigen, anspruchsvollen Skitour erreicht werden.